# Station Tournan
Station Tournan is een spoorwegstation aan de spoorlijn Gretz-Armainvilliers - Sézanne. Het ligt in de Franse gemeente Tournan-en-Brie in het departement Seine-et-Marne (Île-de-France).

## Geschiedenis
Het station werd op 9 februari 1857 geopend door de compagnie des chemins de fer de l'Est bij de opening van de sectie Coulommiers - Tournan, een zijtak van de spoorlijn Paris-Est - Mulhouse welke geïntegreerd werd in de spoorlijn Gretz-Armainvilliers - Sézanne op 2 februari 1861. Sinds 14 december 2003 wordt het station aangedaan door de RER E. In de aanloop daarvan zijn de perrons verhoogd van 55 cm naar 92 cm.

## Ligging
Het station ligt op kilometerpunt 40,764 van de spoorlijn Gretz-Armainvilliers - Sézanne (nulpunt op het Gare de l'Est in Parijs).

## Diensten
Het station is het eindpunt van de treinen van de RER E tussen Haussmann Saint-Lazare en Tournan. Deze treinen rijden met een beperkt aantal stops tussen Magenta en Villiers-sur-Marne - Le Plessis-Trévise. De treinen van Transilien lijn P rijden door naar Coulommiers.

## Vorige en volgende stations
| Richting                  | Vorig station        | Lijn    | Volgend station | Richting    |
| ------------------------- | -------------------- | ------- | --------------- | ----------- |
| Haussmann Saint-Lazare E1 | Gretz-Armainvilliers | RER E   | Eindpunt        | Eindpunt E4 |
| Paris-Est                 | Paris-Est            | Trans P | Marles-en-Brie  | Coulommiers |